# Jagdpanzer IV
Pour les articles homonymes, voir Jagdpanzer.
Le Jagdpanzer IV, Sd. Kfz. 162, était un chasseur de chars allemand basé sur le châssis du Panzer IV, et fut construit en trois versions principales en 1944 et 1945, lors de la Seconde Guerre mondiale : Jagdpanzer  IV L/48 ; Panzer IV/70 (V) ; Panzer IV/70 Zwischenlösung.
Il fut développé en dépit de l’opposition de Heinz Guderian, inspecteur général des Panzertruppen, en remplacement du StuG III. Guderian estimait inutile de distraire des ressources de la production des Panzer IV car, selon lui, les StuG III et StuG IV jouaient encore pleinement leur rôle [réf. nécessaire].

## Développement
À la fin de 1942, le Waffenamt, le bureau de la Wehrmacht chargé de l’armement, demanda la mise à l’étude d’un projet de chasseur de chars basé sur le panzer IV, qui serait armé du canon de 75 mm dont était déjà pourvu le Panther : le PaK 42 L/70.
Contrairement à d’autres chasseurs de chars précédents comme ceux de la série Marder, ce canon était destiné à être intégré directement à la coque du Jagdpanzer (donc en casemate) de façon à lui conserver une silhouette aussi basse que possible.
Le Jagdpanzer IV conserva le châssis de base du Panzer IV, mais le bouclier frontal vertical d’origine fut remplacé par un nez fortement incliné. La disposition intérieure fut aménagée de façon à tenir compte de la nouvelle superstructure en déplaçant les réservoirs de carburant et les logements à munitions. Comme le Jagdpanzer n’avait pas de tourelle, il fut possible d’éliminer les moteurs auxiliaires qui à l’origine étaient destinés à la mouvoir.
L’armement consistait en un canon principal de 75 mm qui devait à l’origine être le PaK 42 L/70. Des ruptures d’approvisionnement eurent toutefois pour effet que pour la pré-production et le début de la production, un canon de type plus ancien, à savoir le 75 mm PaK 39 L/48 fut utilisé. Ces derniers avaient un tube plus court et moins puissant que le PaK 42.
Sur des versions plus tardives, le PaK 42, beaucoup plus massif, avait pour effet que le Jagdpanzer IV souffrait d’une surcharge à l’avant imputable également à son lourd blindage frontal. Ceci le rendait moins mobile et plus difficile à manœuvrer en terrain difficile, ce qui amena les équipages l’utilisant à le surnommer Guderian-Ente (le canard de Guderian). Ceci entraînait également une usure prématurée des bandages en caoutchouc des roues de route. Pour pallier cet inconvénient, les huit roues de route avant ont été remplacées par des roues tout acier.
Le prototype définitif du Jagdpanzer IV fut présenté en décembre 1943 et sa mise en production commença en janvier 1944, la version équipée du PaK 39 L/48 étant produite jusqu’en novembre. La production de la version armée du PaK 42 L/70 commença en août et se poursuivit jusqu’en mars ou avril 1945.
Il avait été prévu d’arrêter la production du Panzer IV lui-même à la fin de l'année 1944 pour se concentrer uniquement sur la production du Jagdpanzer IV, mais cela ne fut pas concrétisé, les Panzer IV étant la « colonne vertébrale » de la Panzerwaffe, arrêter sa production aurait signifié perdre un flux de matériel régulier, alors que la demande était énorme. Cependant, il faut noter que le "Jagdpanzer IV" fut nommé dès sa troisième version "Panzer IV".

## Versions
- Jagdpanzer IV équipé du 75 mm PaK 39/L43 : construit en un petit nombre d’exemplaires en tant que série de pré-production, sur châssis de Panzer IV Ausf. F.
- Jagdpanzer IV L/48  équipé du 75 mm PaK 39/L48 (désignation officielle : Sturmgeschütz neuer Art mit 7,5 cm PaK L/48 auf  Fahrgestell PzKpfw IV). 769 exemplaires produits en 1944 sur châssis de Panzer IV Ausf. F.
- Panzer IV/70 (V) (Sd.Kfz. 162/1) était la première version équipée du PaK 42 L/70. Il en fut construit 930 en 1944 et 1945, sur châssis de Panzer IV Ausf. H. Le (V) désigne le constructeur, Vomag.
- Panzer IV/70 Zwischenlösung (Sd.Kfz. 162/1) était la seconde version équipée du canon PaK 42 L/70, qui se trouvait  installé dans une casemate montée directement sur le châssis non-modifié du Panzer IV Ausf. J. La hauteur de l'engin passe à 2,35 mètres.  Il n’en fut construit que 278 exemplaires entre 1944 et 1945, sur châssis de Panzer IV Ausf. J, dans les usines Alkett.

## Engagements
Les Jagdpanzer servirent dans les sections anti-char des divisions blindées de la Wehrmacht et de la Waffen-SS. Ils combattirent en Normandie, au cours de la bataille des Ardennes et sur le front de l'Est. Ils furent des chasseurs de chars très efficaces, mais se révélèrent en revanche beaucoup moins utiles lorsqu’ils étaient utilisés comme substituts de chars de combat ou comme canons d’assaut.
Vers la fin de la guerre, ils furent néanmoins de plus en plus utilisés comme substituts des chars car il n’y avait souvent plus rien d’autre de disponible. En définitive, le Jagdpanzer fut considéré comme un succès. Après la guerre, l’Allemagne de l’Ouest poursuivit l’utilisation de ce concept avec le Kanonenjagdpanzer.
Six Jagdpanzer furent acquis après la guerre israélo-arabe de 1948-1949 par la Syrie.

## Dans la culture populaire
- Le jagdpanzer IV apparaît dans le MMO free-to-play World of Tanks, en tant que chasseur de chars de tier VI.

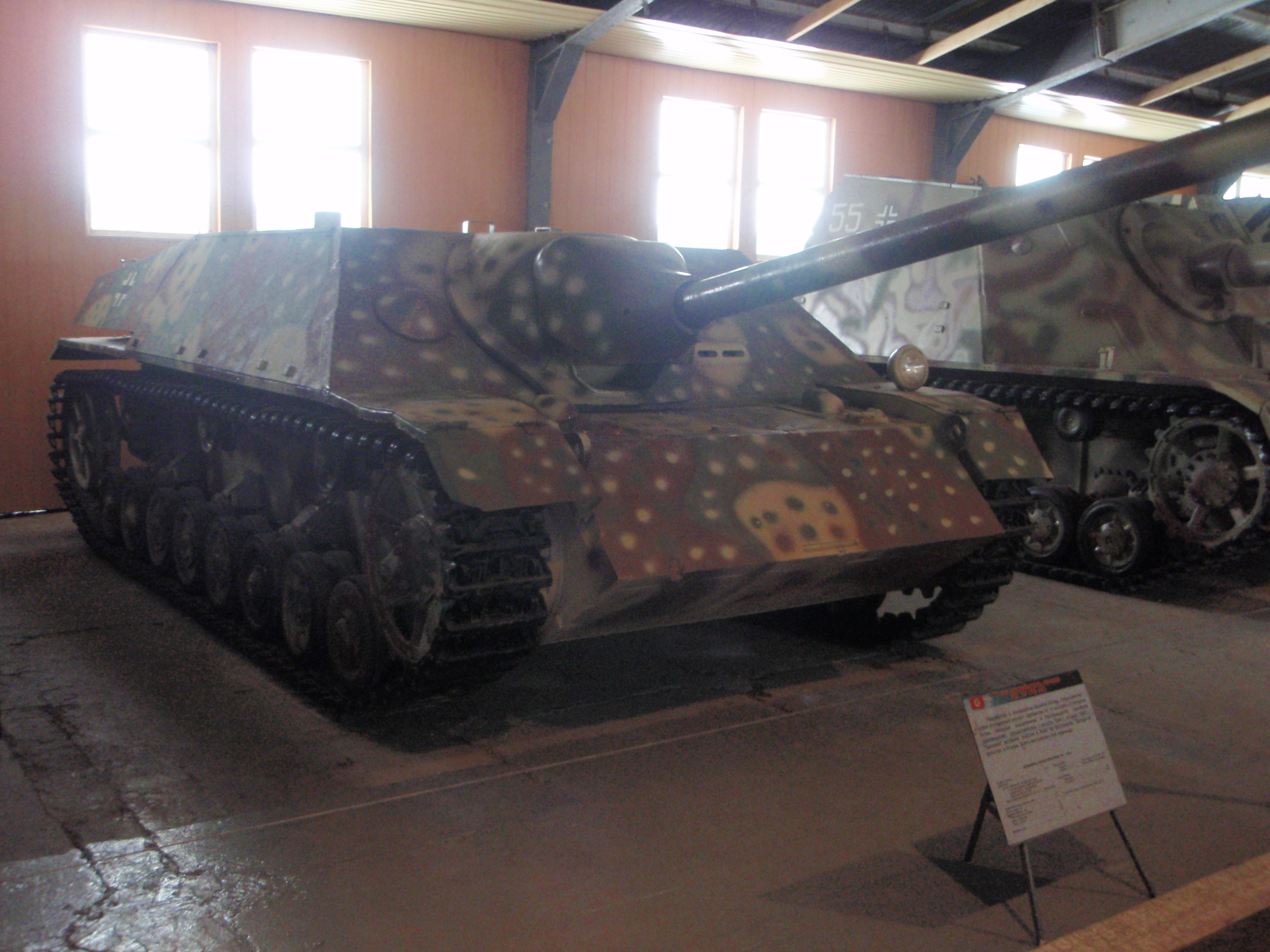
Jagdpanzer IV au Musée des blindés de Koubinka, Russie
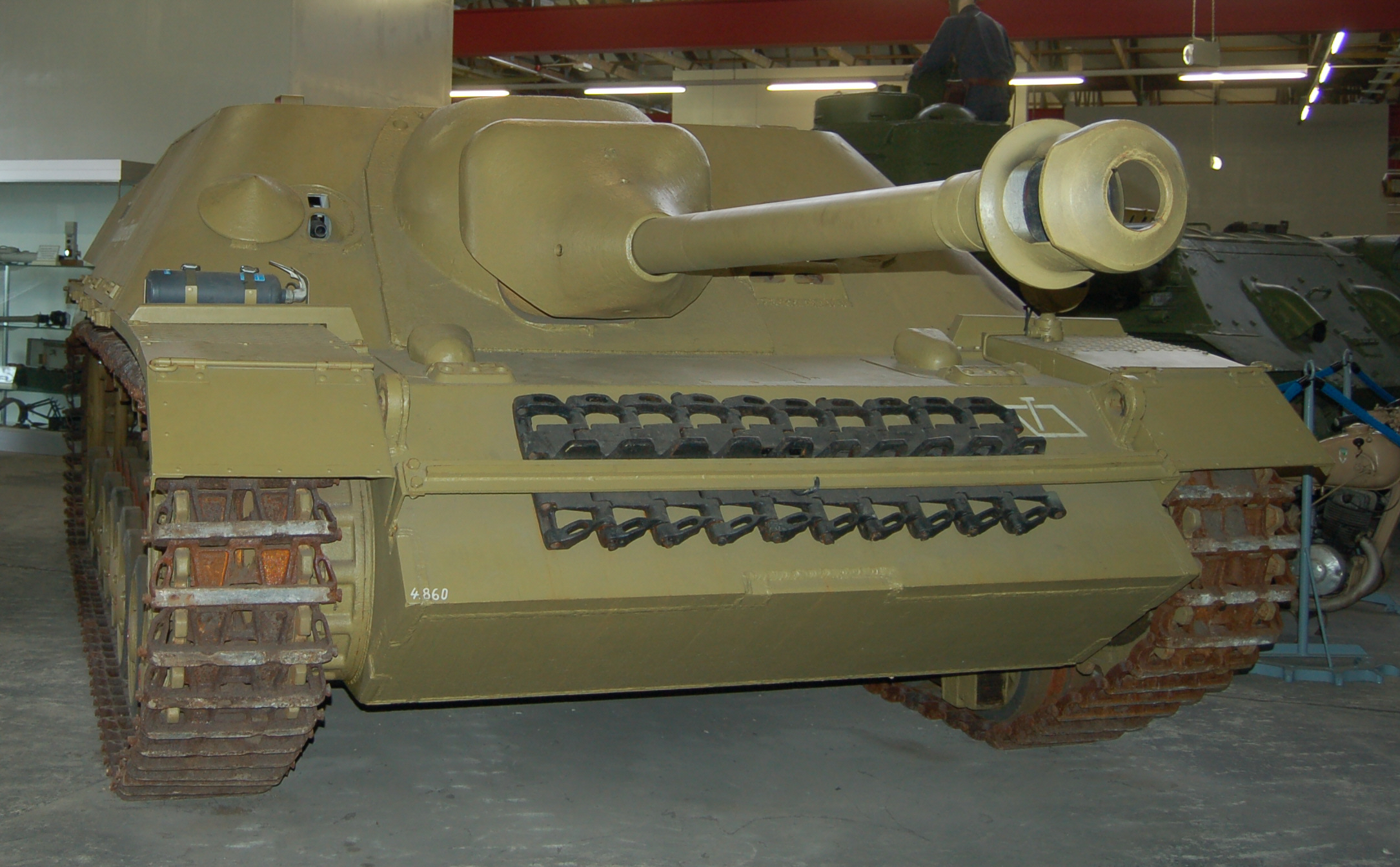
Jagpanzer IV au Musée allemand des blindés de Munster, Allemagne
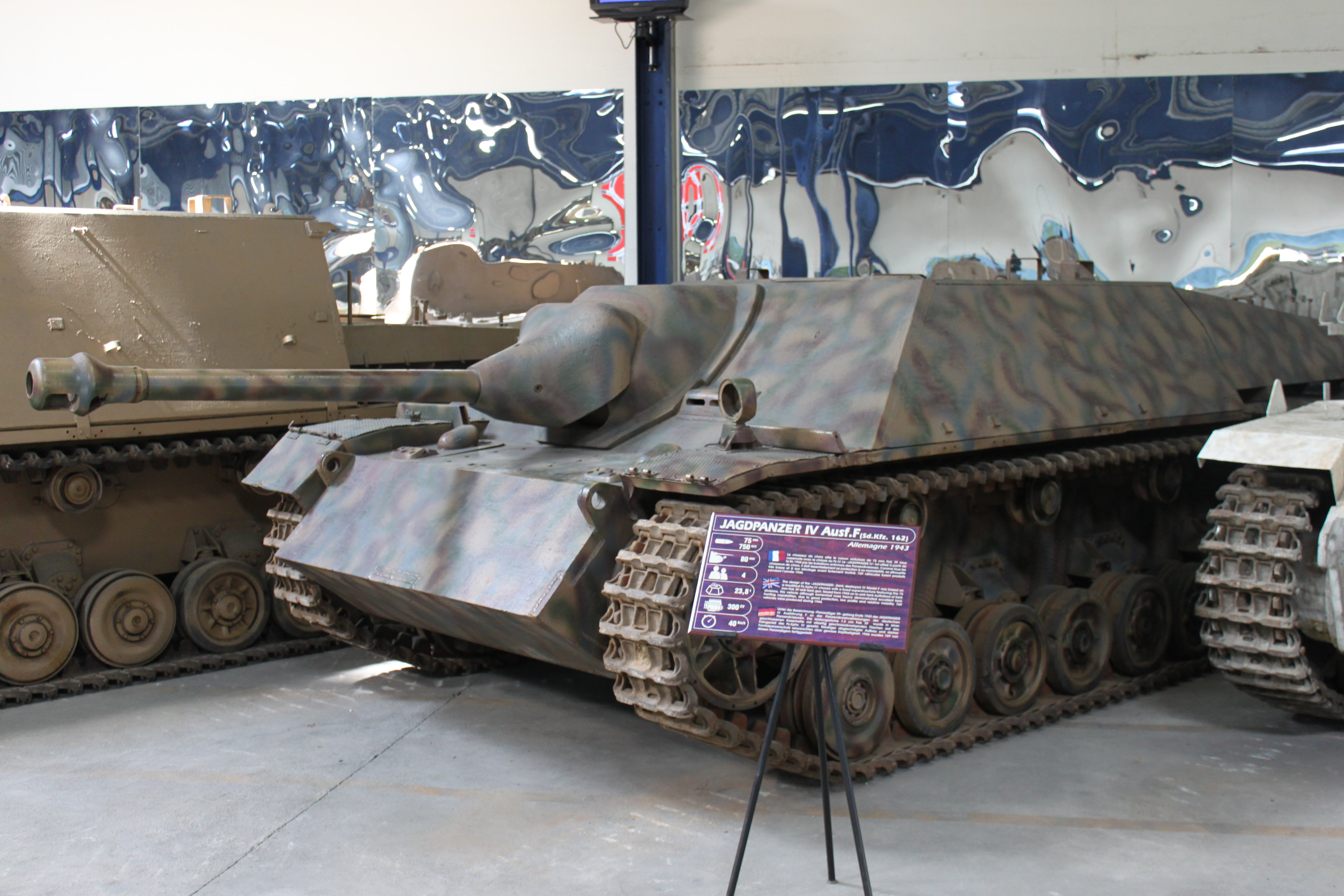
Jagdpanzer IV au Musée des blindés de Saumur, France
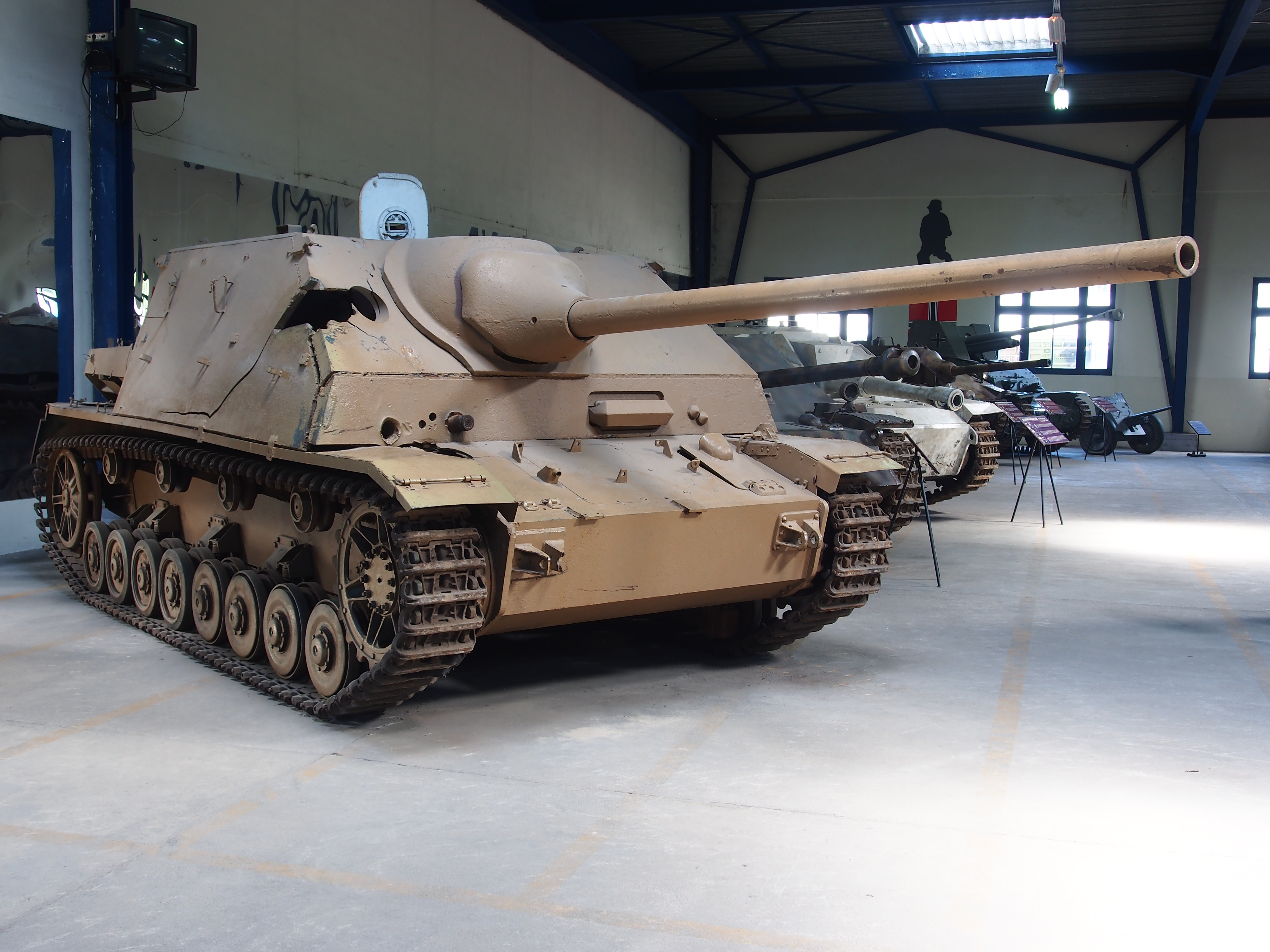
Jagdpanzer IV-70 Zwischenlösung au Musée des blindés de Saumur, France
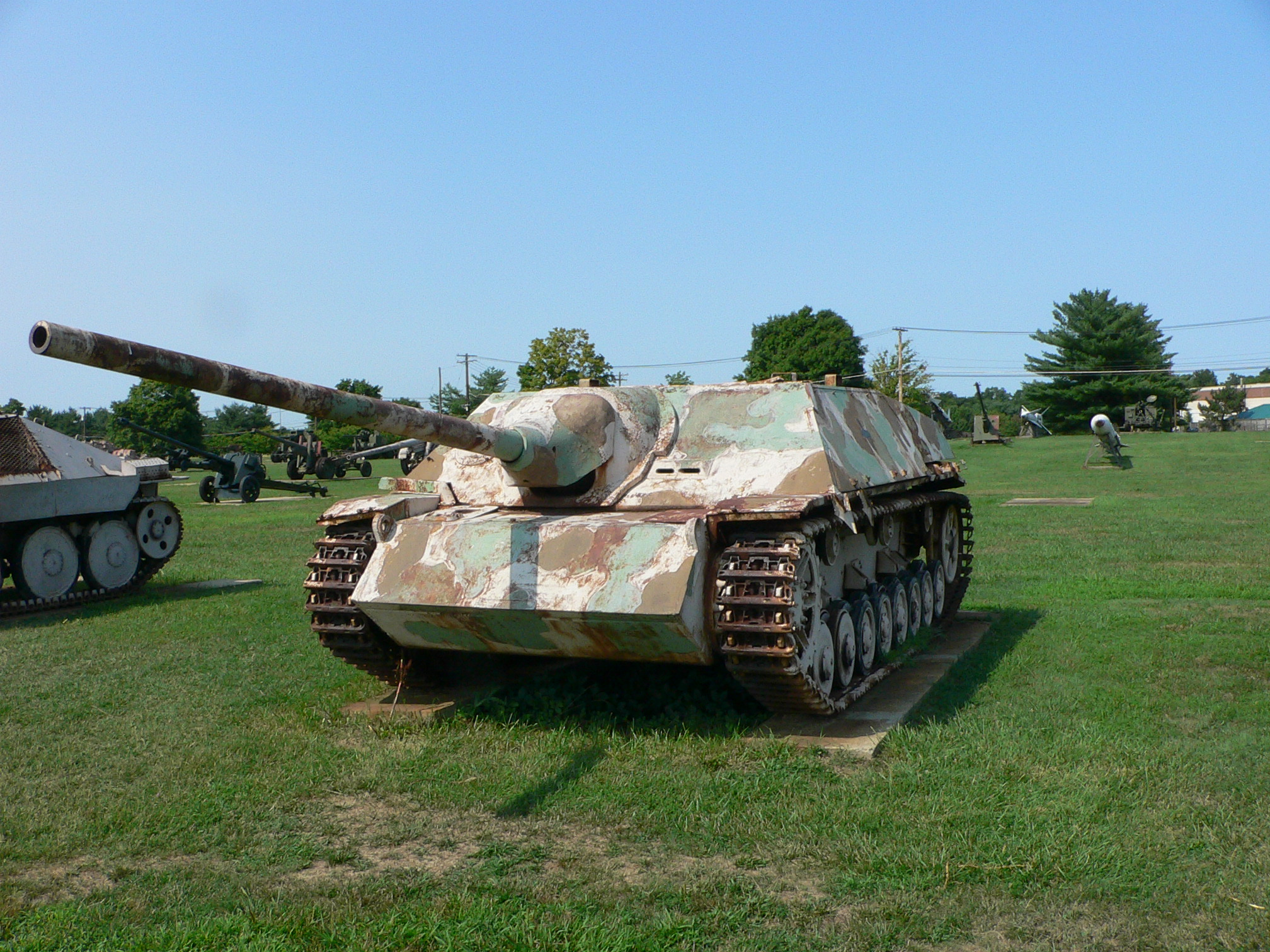
Jagdpanzer IV au United States Army Ordnance Museum, Etats-Unis
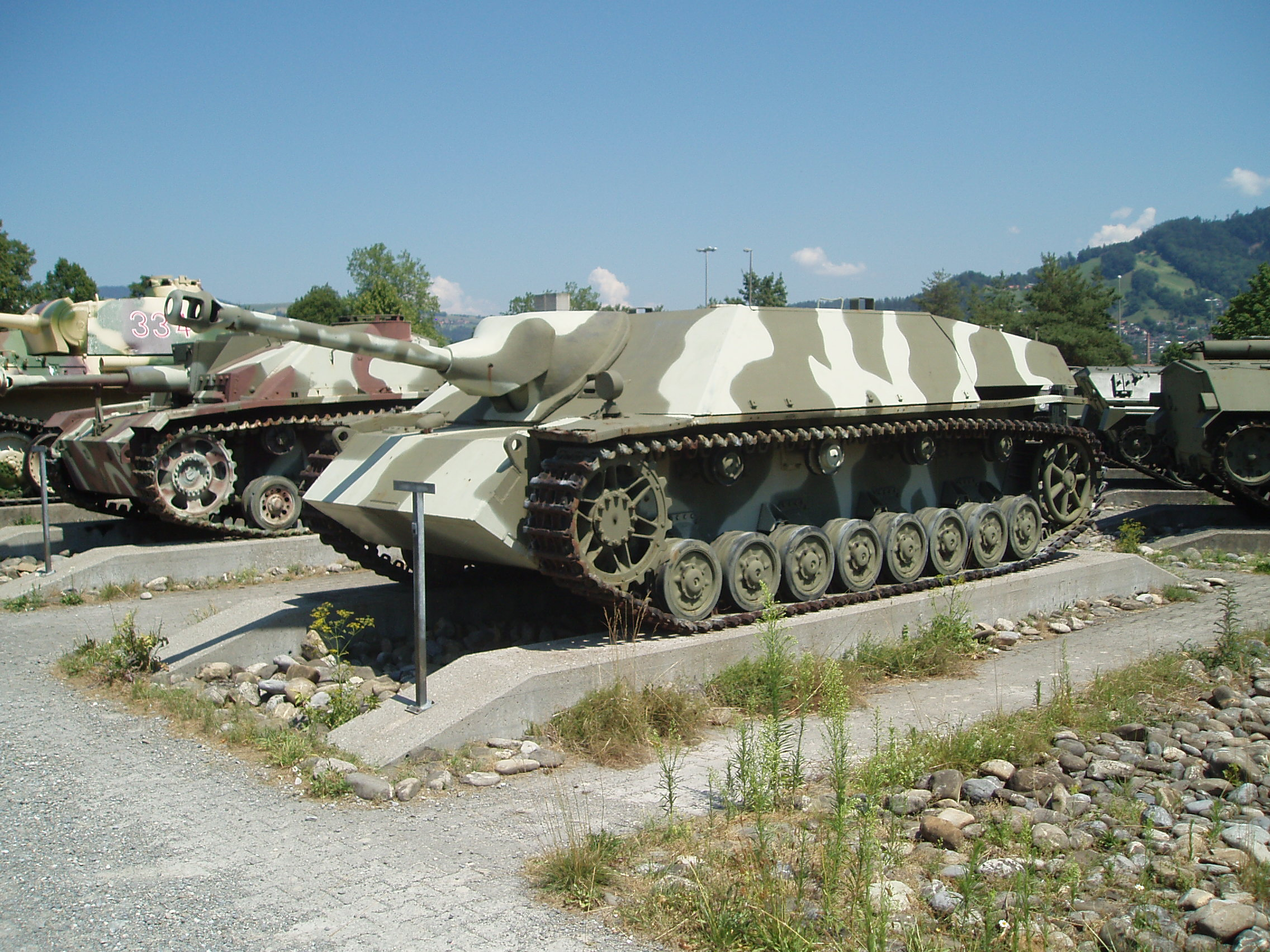
Jagdpanzer IV au Musée des blindés de Thoune, Suisse